# Maria Trần
Maria Tran (tên tiếng Việt: Maria Trần) (sinh ngày 30 tháng 1 năm 1985) là một nữ diễn viên, võ sĩ, nhà sản xuất và đạo diễn người Việt Nam gốc Úc đang sinh sống tại Las Vegas, Nevada. Cô nổi tiếng với việc phát triển thể loại phim hành động võ thuật ở Úc thông qua các cộng đồng người Á châu tại Western Sydney qua các phim ngắn của cô như Hit Girls, Gaffa, Enter The Dojo, Operation Kung Flu; đóng góp của cô trên truyền hình Úc; Maximum Choppage và các bộ phim ngoài Úc như Roger Corman's Fist of the Dragon, Death Mist, bộ phim hành động bom tấn Việt Nam Tracer và Echo 8. Maria Tran đã được chọn vào vai "Tiên" trong bộ phim truyền hình Last King of the Cross gồm 10 tập, sẽ được phát sóng trên Paramount+.

## Tuổi thơ và Giáo dục
Trần sinh ra tại Brisbane, Úc, trong một gia đình gốc Việt, cha mẹ cô là người Việt Nam tị nạn qua biển. Cha cô là cựu lính trong quân đội miền Nam Việt Nam và mẹ cô làm việc trong lĩnh vực truyền thông. Gia đình cô đã trở thành người di cư tị nạn đến Sydney vào những năm 1980 và sau đó chuyển đến Brisbane và mở một cửa hàng cá chiên.
Cô học trường tiểu học Dinmore, trường tiểu học Camira và sau đó chuyển đến Sydney và học tại trường tiểu học Villawood, trường tiểu học Fairfield West và học tại các trường trung học Westfields Sports High School, Sunnybank High School và Canley Vale High School.
Tran bắt đầu học Taekwondo vào năm 1998. Cô ấy rời khỏi nhà ở tuổi 16 để tham gia một cuộc thi võ thuật ở Queensland. Một năm sau, cô trở về Sydney để hoàn thành trường học; cô tốt nghiệp vào năm 2002. Cô ấy tốt nghiệp khoa Tâm lý học tại Đại học Tây Sydney vào năm 2007.
Cô có một em gái tên là Elizabeth H. Vu, là một nhà biên kịch thường xuyên hợp tác.

## Sự nghiệp

### Nghệ thuật cộng đồng và luận lý
Năm 2007, sau khi tham gia khóa học làm phim cộng đồng miễn phí được gọi là chương trình phim văn hóa số cho thanh thiếu niên do Information & Cultural Exchange (ICE) tổ chức, Tran đã có được công việc đầu tiên của mình. Sau khi hoàn thành chương trình, cô ấy trở thành người điều phối và làm việc như một giáo viên, thiết kế các chương trình cho thanh thiếu niên mang đặc điểm văn hóa đa dạng và có nguy cơ. Từ năm 2007 đến 2015, cô trở thành một huấn luyện viên nghệ thuật cộng đồng trong các hội đồng địa phương khác nhau ở Tây Sydney, dẫn dắt các chương trình nghệ thuật kỹ thuật số và sáng tạo với sự tập trung vào tính bao dung. Tran đã làm giảng viên khách mời về làm phim và truyền thông kỹ thuật số tại Đại học Quốc gia Úc nhiều lần. Năm 2013, cô đã đạo diễn vở kịch đầu tiên của mình mang tên Press Play, một cuộc hành trình tương tác đa phương tiện của những người trẻ đến từ nền văn hóa nhập cư, hợp tác với sinh viên của Trường Trung học Fairfield và Trường Trung học Lurnea.
Từ năm 2013 đến 2015, Tran là Phó Chủ tịch (Quan hệ Bên ngoài) của Cộng đồng người Việt tại Úc - New South Wales (VCA-NSW). Cô đã tình nguyện trong nhiều vai trò và là diễn giả tại Hội nghị Thanh thiếu niên Quốc gia Việt Nam 2014 tổ chức tại Melbourne, bàn về các vấn đề liên quan đến người Việt gốc ở phim ảnh, truyền hình và truyền thông.
Năm 2019, Tran được chọn làm đại diện Úc cho Hội nghị Lãnh đạo Úc-Việt, nhằm mục đích tăng tính đa dạng trong văn hóa màn ảnh Úc cả trong nước và quốc tế. Cô đã tham dự cuộc họp chính thức với các nhà lãnh đạo trẻ và Phó Thủ tướng ngày xưa của Việt Nam, Vũ Đức Đam.

### Làm phim
Tran là một nhà làm phim nổi tiếng với công việc trong nhiều thể loại khác nhau, bao gồm phim tài liệu - kịch, hài hành động và phim võ thuật. Năm 2008, tác phẩm tài liệu - kịch của cô "Happy Dent" đã giành giải phim xuất sắc nhất và đạo diễn xuất sắc nhất tại Liên hoan phim ngắn Shortcuts. Thành công này đã giúp cô có cuộc gặp gỡ với một giám đốc điều hành mạng truyền hình và cô tiếp tục sản xuất loạt phim võ thuật "Downtown Rumble" gồm sáu tập phim, được phát sóng vào cuối năm đó.
Năm 2009, Tran đã được trao giải Metroscreen Multicultural Mentorship Scheme cho kịch bản phim ngắn của mình "A Little Dream". Điều này đã giúp cô nhận được vốn khởi đầu và sản xuất phim với sự hướng dẫn của Khoa Do.
Năm 2011, Tran chuyển sang làm phim tài liệu với bộ phim tài liệu đa truyền thông "Quest for Jackie Chan!". Phim tài liệu này theo đuổi câu chuyện về đứa trẻ sản xuất phim và cuộc gặp gỡ với thần tượng hành động của mình, Jackie Chan. Tran đã đi đến nhiều thành phố ở Úc để kết nối với những người hâm mộ của Jackie Chan và câu chuyện về những "người yếu kém".Vào tháng 7 năm 2016, Screen NSW đã trao cho Tran vị trí đạo diễn phối hợp với đội ngũ diễn viên đóng thế của Jackie Chan trên bộ phim "Bleeding Steel" khi nó được quay tại Sydney. Cô đã học hỏi từ đội ngũ diễn viên đóng thế của Jackie Chan, gặp gỡ Jackie và được mời tham gia chuyến đi đường vào Canberra với anh ấy.
Năm 2012, Tran đã đạo diễn và sản xuất nhiều phim hành động ngắn với Adrian Castro, bao gồm "Enter The Dojo", "Gaffa" và bộ phim hài hành động giành giải thưởng "Hit Girls", mà cô viết, sản xuất và đạo diễn. Tran cũng là người nhận được vị trí sản xuất mới nổi của Screen NSW trong cùng năm.

## Các phim đã đóng
| Năm  | Tên                                                                | Tên khác          | Vai                    | Thêm |
| ---- | ------------------------------------------------------------------ | ----------------- | ---------------------- | --- |
| 2012 | "Nữ Sát Thủ/ Hit Girls" (Hài hành động)                            | 《职业女杀手》    | Charlie Vu (Vai chính) | Nhà sản xuất Phoenix Eye Transmedia với sự họp tác của Fideo Films và Jusmedia, Đạo diễn Maria Tran và Adrian Castro |
| 2013 | "Cú đấm Con Rồng/ Fist of the Dragon" (Hành động)                  | 《猛龍追擊8小時》 | Zhen                   | Nhà sản xuất Roger Corman, Đạo diễn Antony Szeto                                                                     |
| 2015 | "Làm thế nào Không Để cư xử/ How Not To Behave" (phim truyền hình) |                   | Beach Girl             | Đạo diễn Craig Anderson                                                                                              |
| 2015 | "Cybersquad" (Phim ngấn)                                           |                   | Trang                  | Đạo diễn Nick Hanson, Nhà sản xuất Ben Maclaine                                                                      |
| 2015 | "The Challenge Letter"                                             | 《挑戰書》        | Jennifer               | Đạo diễn Robert Chen Nhà sản xuất Nathan Colquhoun                                                                   |
| 2016 | Truy Sát (Hành động)                                               | Tracer            | Phượng Lựa             | Nhà sản xuất Trương Ngọc Ánh, Đạo diễn Cuong Ngo                                                                     |